# Ciusovoi
Ciusovoi (în rusă Чусовой), este un oraș în partea central-vestică a Federației Ruse, în Ținutul Perm, la confluența râurilor Usva și Vilva cu Ciusovaia, la 140 km est de Perm. La recensământul din 2010 avea o populație de 46.740 locuitori. Fondat în anul 1878 odată cu construcția căii ferate și a unei uzine de prelucrare a metalelor. Devine oraș în 1933. Metalurgie feroasă, neferoasă. Industria materialelor de construcție.